# Hàng không năm 1990
Đây là danh sách các sự kiện hàng không nổi bật xảy ra trong năm 1990:

## Chuyến bay đầu tiên

### Tháng 1
- 10 tháng 1 - McDonnell Douglas MD-11
- 15 tháng 1 - Atlas XH-2

### Tháng 2
- 19 tháng 2 - Scaled Composites ARES

### Tháng 3
- 29 tháng 3 - Ilyushin Il-114

### Tháng 4
- 13 tháng 4 - nguyên mẫu Sukhoi Su-27IB

### Tháng 5
- 1 tháng 5 - McDonnell Douglas MD 520N

### Tháng 8
- 1 tháng 8 - EMBRAER/FMA CBA-123
- 27 tháng 8 - Northrop YF-23

### Tháng 9
- 29 tháng 9 - YF-22 Raptor

### Tháng 10
- 10 tháng 10 - Learjet 60
- 11 tháng 10 - Rockwell/MBB X-31

### Tháng 11
- 21 tháng 11 - NAMC/PAC K-8

## Bắt đầu hoạt động

### Tháng 10
- 4 tháng 10 - Piaggio Avanti